# べんがら村

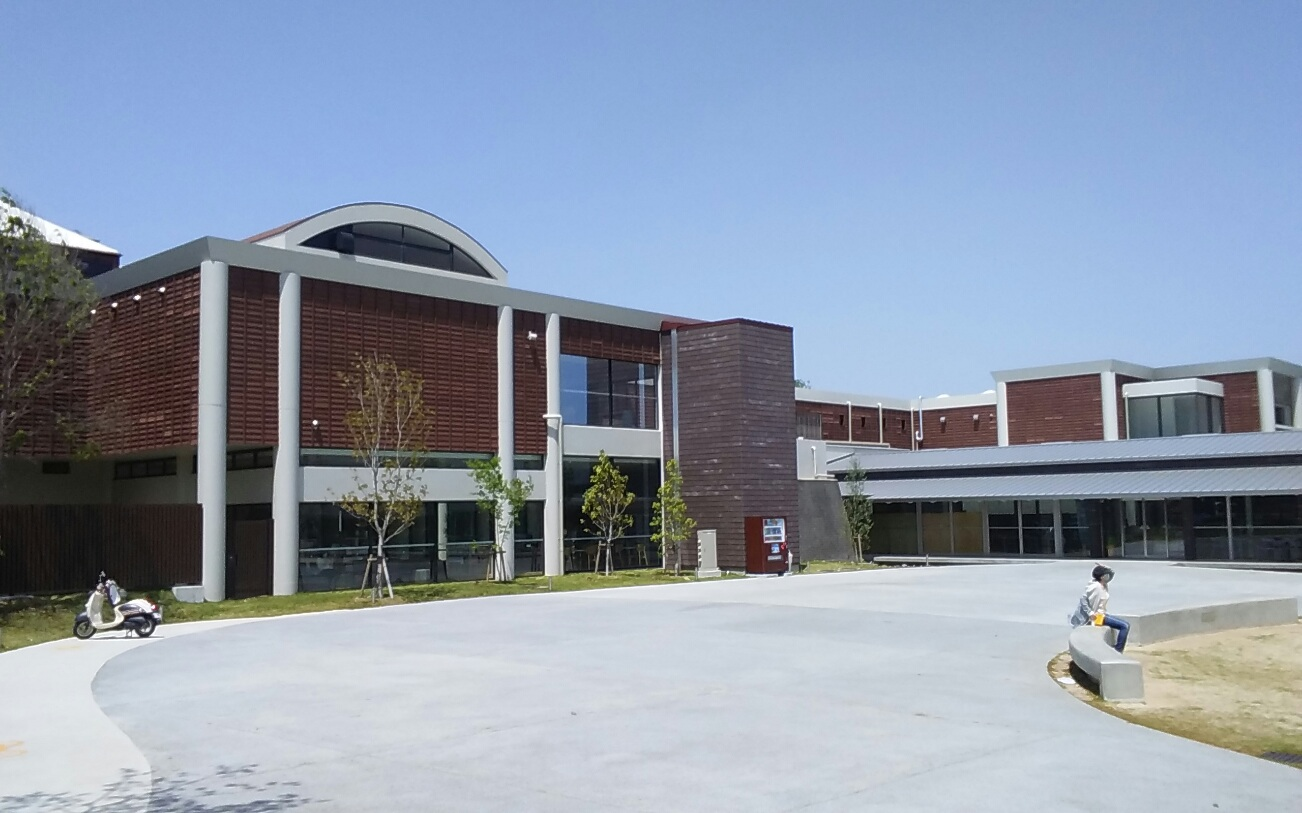
施設外観

べんがら村（べんがらむら）は、福岡県八女市の健康増進施設である。

## 概要
健康増進を目的とした複合施設で、エントランス棟・レストラン棟・温泉棟と屋外の広場によって構成されている。館内には温泉施設のほかカフェやレストラン、トレーニングジムなどが営業しており、八女産のクラフトビールや地元の野菜・畜産を使用した料理等を販売。また、リラクゼーションコーナーには約1000冊のマンガが置かれており、自由に閲覧可能となっている。

## 施設
- クラフトビール醸造所「八女ブルワリー」
- 醸造体験所
- レストラン「ガーランディッシュ」
- 八女セレクトショップ「ディスカバリー」
- カフェ「ギャザードリップ」
- 天然温泉「べんがらの湯」
- マルシェ広場「ヤメノマルシェ」
- 多目的ルーム「YAMEテラス」
- フィットネスジム「ぱ〜そなるFIT」
- RVパーク

## 利用案内
- 所在地：福岡県八女市宮野100番地
- 開館時間：
  - べんがらの湯 10:00 - 22:00
  - レストラン 11:00 - 15:00、17:00 - 21:30
  - カフェ 10:00 - 19:30
  - セレクトショップ 10:00 - 19:30
- 休館日：火曜日（GWとお盆、祝日を除く）・年末年始

## 交通アクセス
- JR九州鹿児島本線羽犬塚駅より堀川バス黒木ゆき・柴庵ゆき等に乗車し「福島」下車。堀川バスべんがら村ゆきに乗り換えて終点下車。
- マイカーの場合、九州自動車道八女インターチェンジから約6.5㎞。
- 駐車場あり